# توماس سكوت برستون
توماس سكوت برستون (بالإنجليزية: Thomas Scott Preston)‏ هو قسيس أمريكي، ولد في 23 يوليو 1824، وتوفي في 4 نوفمبر 1891.